# Чарек
Чарек (арм. Չարեք վանք; также известный как Чарекаванк и Чарекская пустынь) — армянский монастырский комплекс XVII века, расположенный в Кедабекском районе Азербайджана, в 10 км от села Пип Дашкесанского района на левом берегу реки Шамкор, на высоте 1070 м над уровнем моря.

## История
По данным историка Аракела Даврижеци, монастырь был основан в XVII веке епископом Давидом, который построил трехнефную базилику с двумя парами фронтонов в составе церкви Сурб Аствацацин. В 1659 году игумен Саргис построил колокольню квадратной планировки с восьмиколонным кирпичным куполом, посвященную архангелам Гавриилу и Михаилу. В 1902 году мусульмане разграбили монастырь и убили настоятеля Аствацатура. С 1918 года монастырь остаётся заброшенным.

## Устройство комплекса
Монастырь состоит из церкви, притвора—портика, двухэтажной колокольни, часовни и подсобных построек. Отдельные повреждения были обнаружены в 1980—х годах. Надпись и хачкар были повреждены в середине 1980—х годов.

## Галерея

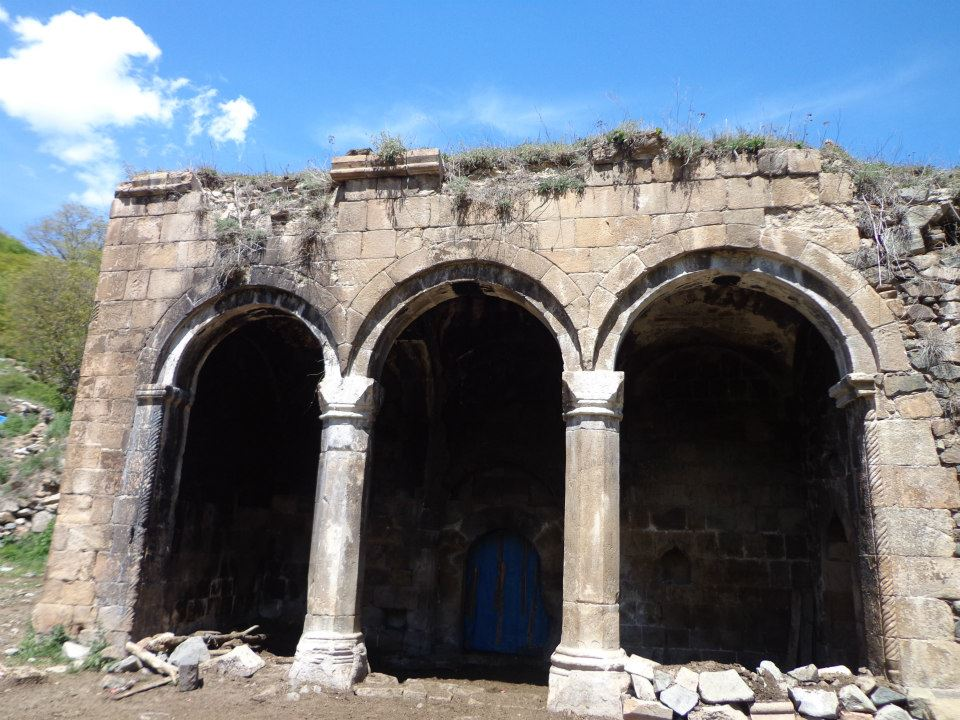
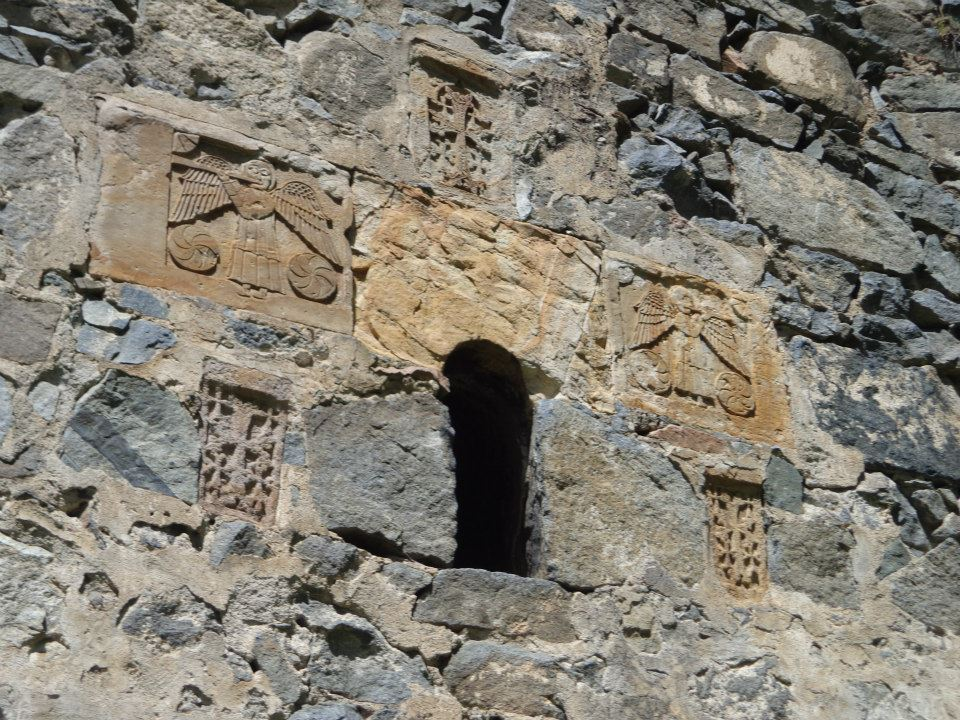
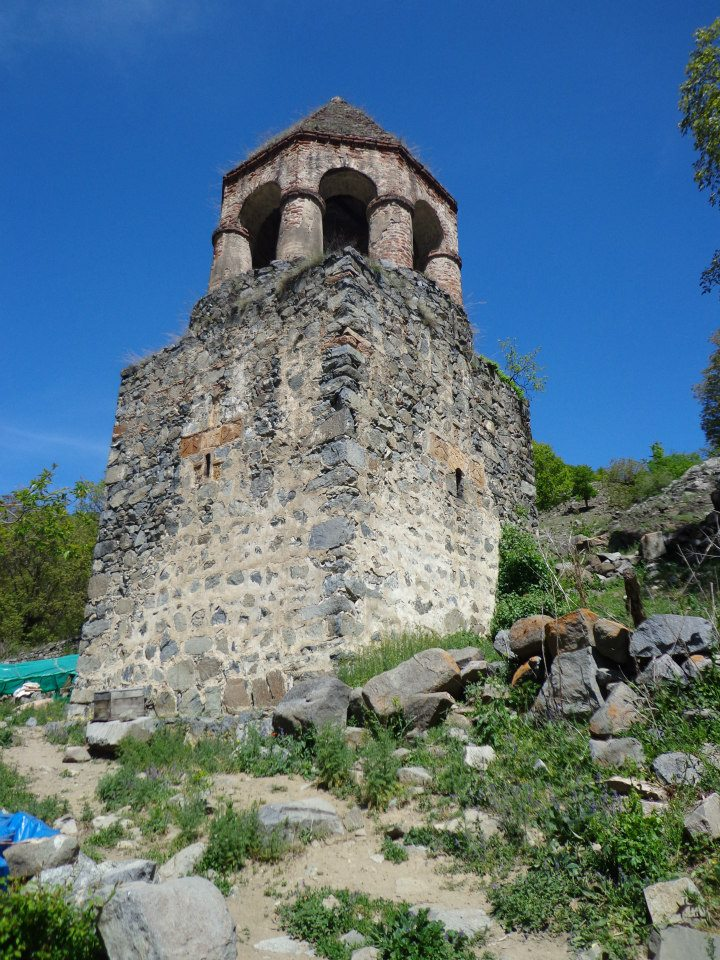
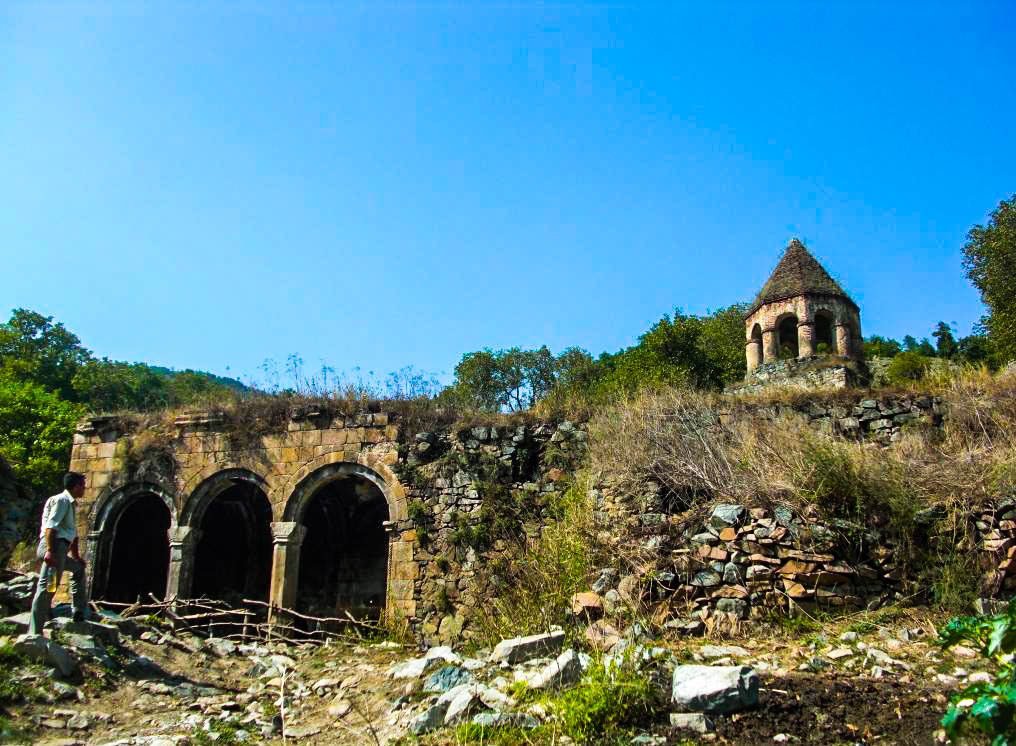